# مؤسسه مطالعات اسماعیلی
مؤسسه مطالعات اسماعیلی نهادی تحقیقاتی است که توسط کریم آقاخان آقاخان چهارم چهل و نهمین امام مسلمانان شیعه اسماعیلیه برای انتشار منابع، اسناد و مکتوبات اسلام  به ویژه شیعه اسماعیلیه  در سال (۱۹۷۷ میلادی) تأسیس گردید.

## اهداف
اهدف این مؤسسه اشاعهٔ تحقیق و آموزش در زمینهٔ فرهنگ‌ها و جوامع مسلمان تاریخی و همچنین معاصر و درک بهتر ارتباطشان با جوامع و ادیان دیگر است.
برنامه‌های مؤسسه از دیدگاهی حمایت می‌کند که به میراث خداشناسی و مذهبی اسلام محدود نمی‌شود؛ بلکه به‌دنبال تحقیق در زمینهٔ ارتباط میان عقاید مذهبی با ابعاد وسیع‌تر جامعه و فرهنگ است. برنامه‌های مؤسسه بر همین اساس، از رویکرد میان رشته‌ای به منابع تاریخ و تفکر اسلامی حمایت می‌کند.
در سنت اسلامی، برنامه‌های مؤسسه به‌دنبال اشاعهٔ تحقیق در زمینه‌هایی است که تا کنون توجه چندانی به آن‌ها اختصاص داده نشده‌است. این زمینه‌ها شامل آثار فکری و ادبی شیعه به‌طور عام و اسماعیلی به‌طور خاص می‌باشد.

## همکاری‌ها
مؤسسه با مؤسسات متعدد آموزشی همکاری می‌کند. به‌عنوان مثال برنامه‌های تدریس تحصیلات تکمیلی مؤسسه با دانشگاه مک‌گیل، مؤسسهٔ آموزش دانشگاه لندن، دانشکدهٔ مطالعات شرقی و آفریقایی دانشگاه لندن، دانشگاه اردن و هیئت‌های علمی تعدادی از دانشگاه‌ها در بریتانیا و سایر کشورها همکاری کرده‌است.
این مؤسسه در ترجمه دانشنامه اسلامیکا با مرکز دائرةالمعارف بزرگ اسلامی همکاری کرد.

## کمک هزینه‌ها
مؤسسهٔ مطالعات اسماعیلی، بورسیهٔ تازه‌ای با عنوان «بورسیه دکترای محمد ارکون» به پاس قدردانی از خدمات این اندیشمند اسلام‌پژوه در زمینهٔ مطالعات اسلامی و رشته‌های مرتبط با آن، برقرار کرده‌است.

## چوکات فعالیت
این موسسه عمدتا در دو بخش فعالیت میکند. یک بخش آن فعالیت عمومی و همکاری با نهادها و دانشگاه های جهان، همکاری و برای سایر جوامع علمی خدمت میکند. یک بخش دیگر آن مختص به جماعت اسماعیلیان است که عمدتا برای تهیه درسنامه های مذهبی و نیز تربیه ی معلمان درسهای مذهبی برای اسماعیلیان در سراسر جهان که عمدتا همکاری با اداره طریقه و تعلیمات مذهبی اسماعیلیان میباشد.